# Elbrus (supercomputer)

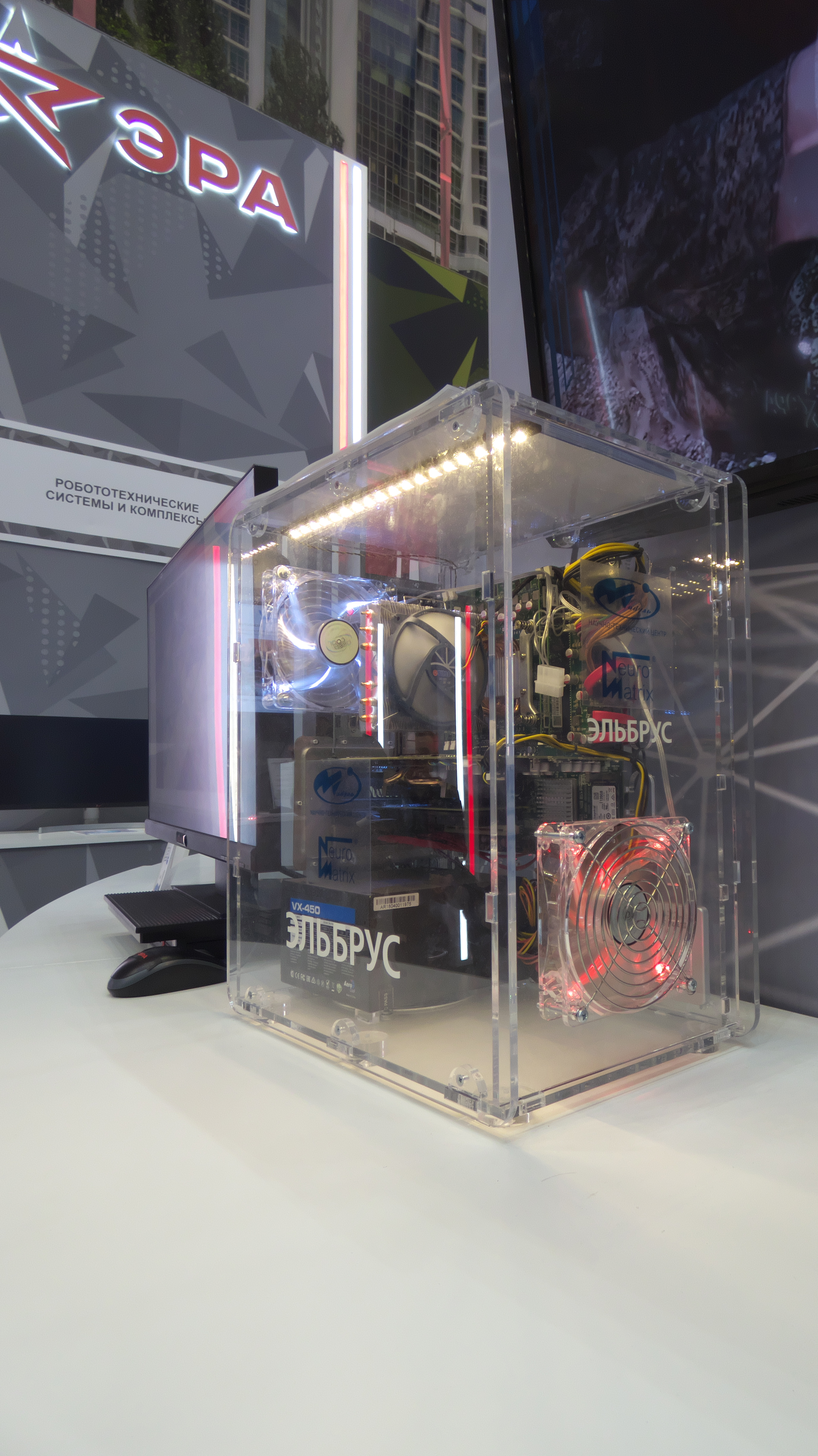
Personal computer alla mostra "Esercito-2022".

Elbrus (Эльбрус) è una serie di supercomputer Sovietici sviluppati dalla Elbrus MCST e dall'ITMiVT dagli anni settanta in poi. L'ultimo modello è compatibile con i processori SPARC sviluppati dalla Sun Microsystems.
- Elbrus 1 (1973) fu il primo computer Sovietico basato su circuiti integrati e apparteneva alla quarta generazione di computer sviluppati da Vsevolod Burtsev. Utilizzavano un'architettura a componenti discreti e il linguaggio ALGOL come linguaggio di sistema come il Burroughs B5000. Venne utilizzato dal ministero della difesa. Venne sviluppata una variante nel 1965 basandosi sul BESM-6, la variante venne chiamata Elbrus-1K2.
- Elbrus 2 (1977) era un sistema a 10 processori e può essere considerato il primo supercomputer sovietico basato su processori superscalari RISC. Reimplementava l'architettura dell'Erbrus 1 con la veloce logica ECL. Venne utilizzata nel programma nucleare, nel programma spaziale e nel sistema di difesa sovietico.
- Elbrus 3 (1986) era un sistema a 16 processori sviluppato da Boris Babaian. Si differenziava totalmente dall'architettura dell'Elbrus 1 e 2 essendo basato su un'architettura VLIW.
- Elbrus 2000 o E2K era un presunto progetto per implementare l'architettura dell'Elbrus 3 in un microprocessore. Non sono note reali implementazioni del progetto.
- Gli attuali sistemi basati su SPARC vennero sviluppati dal 1996 dalla società Elbrus e la compagnia nel 1997 stipulò un accordo di licenza con la Sun Microsystems. La compagnia affermò nel 1998 di aver iniziato lo sviluppo di un innovativo processore basato su architettura EPIC chiamato E2K da un team diretto da Boris Babaian.
- Elbrus 3M Computer monoprocessore utilizzante l'architettura VLIW/EPID con processore Erub. Il processore è basato sull'architettura MCST/Erbrus E2K (o Elbrus 2000). Il processore Elbrus (300 MHz consumo massimo 5 watt) fabbricato con una tecnologia a 130 nm. Il processore è formato da 50 milioni di transistor ed esegue 23 operazioni per ciclo di clock. Le prestazioni teoriche sono do 23.7 GIPS/2.4 GFLOPS (64 bit) 4.8 GFLOPS (32 bit)
- Elbrus-3M1 evoluzione del precedente sistema, è dotato di due processori Elbrus che lavorano in parallelo con altri sistemi Elbrus tramite un bus ad alta velocità.
- Elbrus-3S nuovo computer della serie Elbrus, sarà dotato di un processore Elbrus-S (500 MHz, tecnologia a 90nm)